# Église Sainte-Anne de Nantes
Pour les articles homonymes, voir Église Sainte-Anne.
L'église Sainte-Anne est une église catholique de Nantes en Loire-Atlantique.

## Localisation
L'église se trouve dans le quartier Bellevue - Chantenay - Sainte-Anne, entre la place Charles-Lechat et la place des Garennes. Elle est encadrée par les rues Sainte-Marthe à l'ouest et Mounet-Sully à l'est.

## Historique
En 1845, l'accroissement de la population de la commune de Chantenay-sur-Loire dû à son industrialisation, entraîne des répercussions identiques sur les quartiers périphériques nantais, notamment sur celui de l'Hermitage qui se trouve néanmoins éloigné de l'église Saint-Martin. Le Conseil municipal de Nantes donne alors un avis favorable à la construction d'une nouvelle église dans ce quartier. Celle-ci sera dédiée à sainte Anne, mère de la Vierge Marie, particulièrement vénérée par les Bretons dont une importante communauté originaire notamment de Basse-Bretagne s'est récemment installée dans le quartier.
La famille Blineau donne à la ville de Nantes le terrain nécessaire à son édification. La construction de l'église confiée à l'architecte Joseph-Fleury Chenantais se déroule entre 1845 et 1847, participe au réaménagement global réalisé dans les années 1850 avec l'avenue Sainte-Anne et la place des Garennes, décidé à la suite d'un arrêté du Président du Conseil des ministres, en date du 14 septembre 1848,.
Après ces deux années de travaux, elle est officiellement inaugurée le 1er août 1847 avec l'arrivée d'une relique de sainte Anne en provenance de Rome.
En 1868, le conseil municipal décide d'agrandir l'église, en dotant celle-ci du clocher prévu par Chenantais qui n'avait pas été édifié. On construit également une quatrième travée, deux chapelles latérales dédiées à la Vierge et à Sainte-Anne formant alors un transept, ainsi que deux sacristies entourant le chevet. En 1870, la façade est avancée de quatre mètres et deux nouvelles travées sont construites. Eugène Chenantais, le fils de l'architecte, réalise enfin la flèche en 1872.
En 1884, le peintre Alexis Douillard (1835-1905) y réalise une décoration murale, L'Éducation de la Sainte Vierge.
En 2005, l'édifice est fermé pour une restauration complète et rouvre ses portes en mars 2011.